# Zrywarka (maszyna wytrzymałościowa)

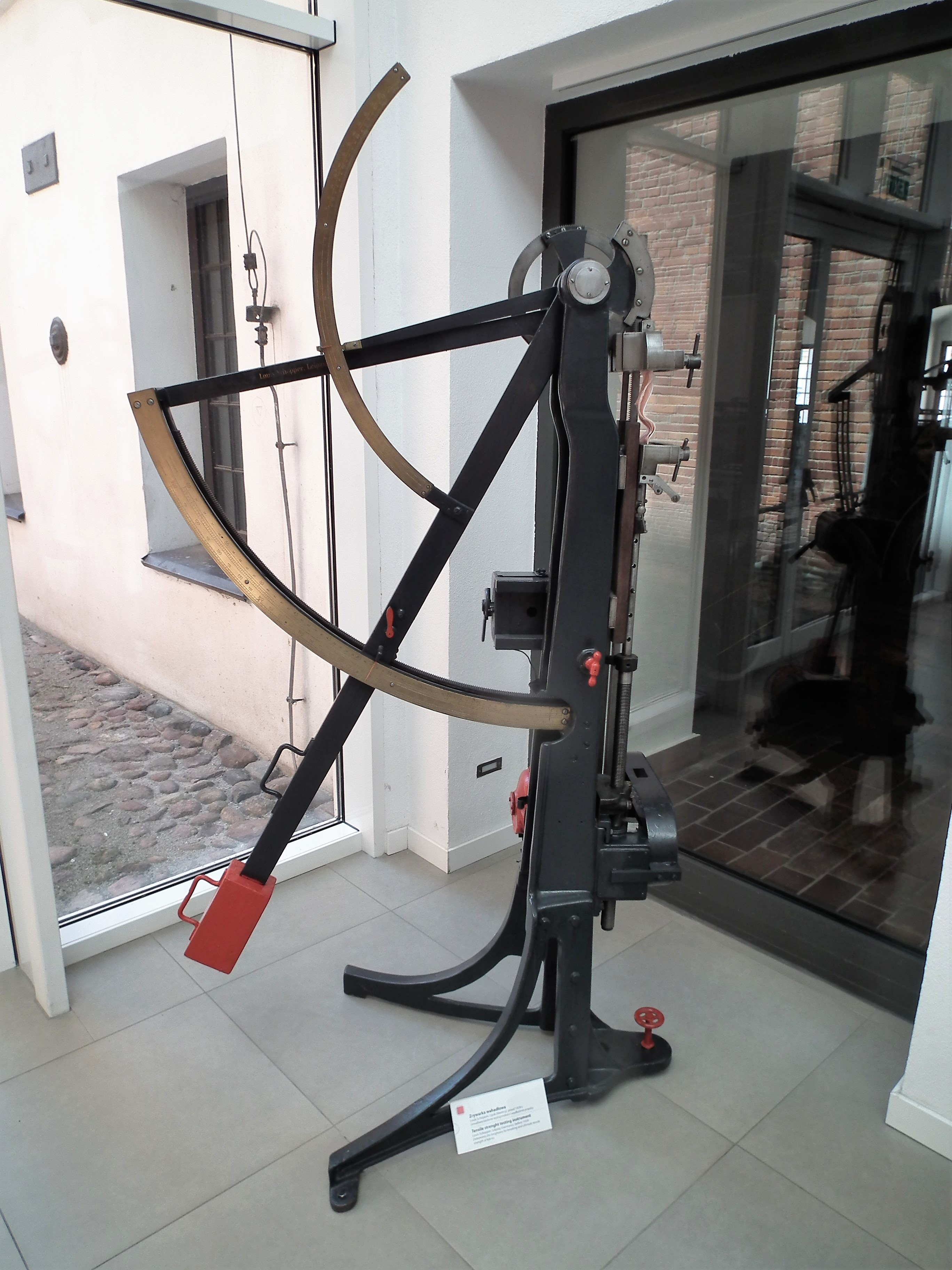
Zrywarka wahadłowa Louisa Schoppera z Lipska zbudowana przed 1939 (Centralne Muzeum Włókiennictwa w Łodzi)

Zrywarka – maszyna służąca do badania wytrzymałości materiałów na rozciąganie. Zrywarka pozwala na rejestrowanie zależności pomiędzy przyrostem długości rozciąganej próbki a wytworzoną siłą. Zrywarki mogą służyć do badania statycznej wytrzymałości na zrywanie, a także do badania wytrzymałości dynamicznej, związanej z krótkotrwałymi udarami działającymi na rozciągany element.
Testy dynamiczne na zrywarce są podstawową metodą badania i certyfikacji lin dynamicznych używanych we wspinaczce.